# 돌렌스케토플리체

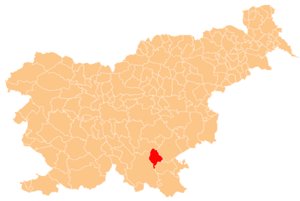
돌렌스케토플리체의 위치

돌렌스케토플리체(슬로베니아어: Dolenjske Toplice)는 슬로베니아의 도시로 면적은 110.2km2, 높이는 179m, 인구는 3,298명(2002년 기준), 인구 밀도는 29.9명/km2이다.